# Hermann Albert Schumann
Hermann Albert Schumann (* 1842 in Oberlichtenau; † nach 1887 in Dresden) war ein deutscher Mediziner und Augenarzt in Dresden, der sich als Autor mit politischen, ophthalmologischen und anthropologischen Themen beschäftigte.

## Leben
Hermann Albert Schumann besuchte das Gymnasium in Bautzen, studierte ab 1861 an der Universität Leipzig Medizin, wurde 1865 in Leipzig mit seiner Dissertation Zur Differentialdiagnose der epidemischen Cerebrospinalmeningitis und der acuten Meningealtuberculose promoviert und ließ sich später als praktischer Arzt, Wundarzt und Augenarzt in Dresden nieder. Er beschäftigte sich mit der Entwicklungsgeschichte des Menschen und veröffentlichte unter seinem Rufnamen Albert Schumann kritische Schriften mit teils konträren Sichtweisen zu den Veröffentlichungen des Naturwissenschaftlers Carl Vogt und des deutsch-baltischen Arztes, Anthropologen und Entomologen Georg Seidlitz.
Am 1. Juli 1868 wurde Hermann Albert Schumann unter der Präsidentschaft des Arztes, Naturphilosophen und Malers Carl Gustav Carus mit dem akademischen Beinamen Himly unter der Matrikel-Nr. 2089 als Mitglied in die Kaiserliche Leopoldino-Carolinische Deutsche Akademie der Naturforscher aufgenommen.

## Schriften
- Zur Differentialdiagnose der epidemischen Cerebrospinalmeningitis und der acuten Meningealtuberculose. Wigand, Leipzig 1865
- Die Affenmenschen Carl Vogts. Engelmann, Leipzig 1868 (Digitalisat)
- mit Johann Paul Gleisberg: Antigeorgica. Letztes Wort in der Vogt’schen Streitfrage. Schöpff, Dresden 1868 (Digitalisat)
- Experimentaluntersuchung über die Baufehler und Accomodationsstörungen des menschlichen Auges. Engelmann, Leipzig 1869 (Digitalisat)
- Antisepsis und Augenheilkunde. Hirschwald, Berlin 1887 (Digitalisat)

## Werke
- Die Zukunft Deutschlands. Lißner, Leipzig 1870 (Digitalisat)
- Das Volksbuch. Walther & Apolant, Berlin 1887 (Digitalisat)